# Associazione Calcio Rondinella Marzocco Firenze 1985-1986
Questa pagina raccoglie le informazioni riguardanti la Rondinella Marzocco nelle competizioni ufficiali della stagione 1985-1986.

## Rosa
| N. |                   | Ruolo | Calciatore              |
| -- | ----------------- | ----- | ----------------------- |
|    | Italia (bandiera) | P     | Giancarlo Alessandrelli |
|    | Italia (bandiera) | C     | Luca Aquilante          |
|    | Italia (bandiera) | C     | Salvadore Bacci         |
|    | Italia (bandiera) | A     | Attilio Bardi           |
|    | Italia (bandiera) | C     | Andrea Bonifacio        |
|    | Italia (bandiera) | C     | Stefano Bosetti         |
|    | Italia (bandiera) | C     | Stefano Calderini       |
|    | Italia (bandiera) | D     | Eduardo Cappitelli      |
|    | Italia (bandiera) | D     | Fabio Casiraghi         |
|    | Italia (bandiera) | D     | Luciano Cilona          |

| N. |                   | Ruolo | Calciatore        |
| -- | ----------------- | ----- | ----------------- |
|    | Italia (bandiera) | D     | Antonio Di Curzio |
|    | Italia (bandiera) | A     | Mauro Fasolo      |
|    | Italia (bandiera) | A     | Roberto Labardi   |
|    | Italia (bandiera) | C     | Francesco Maresca |
|    | Italia (bandiera) | D     | Maurizio Marin    |
|    | Italia (bandiera) | C     | Stefano Perugini  |
|    | Italia (bandiera) | A     | Roberto Petricone |
|    | Italia (bandiera) | D     | Giampiero Rocco   |
|    | Italia (bandiera) | P     | Sebastiano Rossi  |

## Risultati

### Campionato

#### Girone di andata
| 22 settembre 1985 1ª giornata | Rondinella | 1 – 3 | Modena |  |

| 29 settembre 1985 2ª giornata | Sanremese | 0 – 0 | Rondinella |  |

| 6 ottobre 1985 3ª giornata | Rondinella | 0 – 1 | Padova |  |

| 13 ottobre 1985 4ª giornata | Fano | 1 – 1 | Rondinella |  |

| 20 ottobre 1985 5ª giornata | Rondinella | 2 – 0 | Varese |  |

| 27 ottobre 1985 6ª giornata | Rondinella | 1 – 2 | Reggiana |  |

| 3 novembre 1985 7ª giornata | Pavia | 0 – 2 | Rondinella |  |

| 10 novembre 1985 8ª giornata | Rimini | 0 – 0 | Rondinella |  |

| 17 novembre 1985 9ª giornata | Rondinella | 1 – 0 | Prato |  |

| 24 novembre 1985 10ª giornata | Piacenza | 2 – 1 | Rondinella |  |

| 1º dicembre 1985 11ª giornata | Rondinella | 0 – 1 | Carrarese |  |

| 8 dicembre 1985 12ª giornata | Legnano | 0 – 0 | Rondinella |  |

| 15 dicembre 1985 13ª giornata | Rondinella | 2 – 2 | Ancona |  |

| 22 dicembre 1985 14ª giornata | SPAL | 3 – 1 | Rondinella |  |

| 5 gennaio 1986 15ª giornata | Rondinella | 0 – 0 | Trento |  |

| 12 gennaio 1986 16ª giornata | Parma | 1 – 0 | Rondinella |  |

| 19 gennaio 1986 17ª giornata | Rondinella | 2 – 0 | Virescit Bergamo |  |

#### Girone di ritorno
| 26 gennaio 1986 18ª giornata | Modena | 0 – 0 | Rondinella |  |

| 2 febbraio 1986 19ª giornata | Rondinella | 2 – 1 | Sanremese |  |

| 9 febbraio 1986 20ª giornata | Padova | 2 – 0 | Rondinella |  |

| 16 febbraio 1986 21ª giornata | Rondinella | 0 – 0 | Fano |  |

| 23 febbraio 1986 22ª giornata | Varese | 0 – 1 | Rondinella |  |

| 2 marzo 1986 23ª giornata | Reggiana | 4 – 0 | Rondinella |  |

| 9 marzo 1986 24ª giornata | Rondinella | 1 – 1 | Pavia |  |

| 23 marzo 1986 25ª giornata | Rondinella | 0 – 2 | Rimini |  |

| 29 marzo 1986 26ª giornata | Prato | 1 – 0 | Rondinella |  |

| 6 aprile 1986 27ª giornata | Rondinella | 1 – 1 | Piacenza |  |

| 13 aprile 1986 28ª giornata | Carrarese | 0 – 0 | Rondinella |  |

| 20 aprile 1986 29ª giornata | Rondinella | 0 – 0 | Legnano |  |

| 4 maggio 1986 30ª giornata | Ancona | 0 – 1 | Rondinella |  |

| 11 maggio 1986 31ª giornata | Rondinella | 1 – 0 | SPAL |  |

| 18 maggio 1986 32ª giornata | Trento | 2 – 0 | Rondinella |  |

| 25 maggio 1986 33ª giornata | Rondinella | 0 – 0 | Parma |  |

| 1º giugno 1986 34ª giornata | Virescit Bergamo | 0 – 1 | Rondinella |  |